# Кудама (посёлок)
Ку́дама (карел. Kuudamu) — посёлок в составе Эссойльского сельского поселения Пряжинского национального района Республики Карелия.

## Общие сведения
Расположен в северной части этнического ареала карел-ливвиков, на северном берегу озера Сямозеро.
Южная граница посёлка — река Кудама.

## Население
| 2002 | 2009 | 2010 | 2013 |
| ---- | ---- | ---- | ---- |
| 224  | ↘207 | ↘147 | ↗153 |

## Улицы
- ул. Болотная
- ул. Ветеранов
- ул. Гвардейская
- ул. Гористая
- ул. Железнодорожная
- ул. Железнодорожная
- ул. Зелёная
- ул. Каменистая
- ул. Ключевая
- ул. Комсомольская
- ул. Красная
- ул. Лесная
- ул. Майская
- ул. Мира
- ул. Молодёжная
- ул. Набережная
- ул. Озерная
- ул. Октябрьская
- ул. Онежская
- ул. Пионерская
- ул. Трудовая
- ул. Школьная
- ул. Юбилейная